# مالميج
مالميج (بالروسية: Малмыж) هي إحدى مدن روسيا في الكيان الفدرالي الروسي كيروف أوبلاست.